# Ace Cannon
Ace Cannon, geboren als John Cannon (Grenada (Mississippi), 5 mei 1934 – Calhoun City, Mississippi, 6 december 2018), was een Amerikaans tenor- en altsaxofonist. Hij was een van de meest prominente artiesten van Hi Records in de jaren zestig.

## Biografie
Op tienjarige leeftijd bespeelde hij voor het eerst de saxofoon. Zijn vader werkte als violist en gitarist in Memphis en omgeving. De jonge Cannon ging naar de Hollywood Junior High School en Tech High school, waar hij in schoolorkesten speelde. Na het behalen van zijn diploma schreef hij zich in voor een muziekopleiding aan de Memphis State University, maar hield er na anderhalf semester mee op. Hij werkte vervolgens zes jaar lang als administratief medewerker en manager bij een bedrijf dat irrigatiepompen produceert.
Cannon tekende bij Sun Records en speelde daar met onder anderen Billy Lee Riley en Brad Suggs. Hij maakte van 1959 tot 1961 bij Hi Records deel uit van het Bill Black's Combo en verrichtte veel werk als sessiemuzikant. In het begin maakte hij gebruik van de naam 'Johnny Cannon'. Een van de eigenaars van Hi Records, Joey Coughi, bedacht zijn artiestennaam: Ace Cannon. In 1961 begon hij, met begeleiding van Black en diens groep, aan zijn solocarrière met de single "Tuff". Deze bereikte in 1962 de zeventiende plaats in de Billboard Hot 100. Zijn volgende single "Blues (Stay Away from Me)" belandde op de 36ste plek.
In de jaren zeventig verhuisde Cannon naar Nashville. Hij werd genomineerd voor een Grammy Award voor zijn vertolking van "Blue Eyes Crying in the Rain". In 1974 werd er een documentaire over hem gemaakt met als titel Ace's High.
In 1987 speelde hij op verzoek van Chips Moman, die voor hem als geluidstechnicus werkte bij Hi Records, met Johnny Cash, Jerry Lee Lewis, Roy Orbison en Carl Perkins op het album Class of '55. Na de uitgave hiervan toerde hij tot het eind van het jaar met Perkins door de Verenigde Staten en de Scandinavische landen.
In 2000 werd Cannon opgenomen in de Rock and Soul Hall of Fame en de Rockabilly Hall of Fame. In mei 2007 werd in zijn geboorteplaats voor de eerste keer het jaarlijkse Ace Cannon Festival georganiseerd. Op 9 december 2008 werd hij opgenomen in de Mississippi Musicians Hall of Fame.
Op 6 december 2018 overleed hij op 84-jarige leeftijd in zijn toenmalige woonplaats Calhoun City (Mississippi), VS.

## Discografie
Dit overzicht is mogelijk incompleet; u kunt helpen door het uit te breiden.
- Tuff Sax (1962)
- Lookin' Back with Ace Cannon (1962)
- The Moaning Sax of Ace Cannon (1963)
- Ace Hi (1964)
- Ace Cannon Plays the Great Show Tunes (1964)
- Christmas Cheers from Ace Cannon, His Alto Sax and Chorus (1964)
- Ace Cannon Live (1965, live)
- Nashville Hits (1965)
- Sweet and Tuff (1966)
- Misty Sax of Ace Cannon (1967)
- Memphis Golden Hits (1968)
- Incomparable Sax (1968)
- In the Spotlight (1969)
- Ace of Sax (1969)

- The Happy and Mellow Sax of Ace Cannon (1970)
- Cool and Saxy (1971)
- Blowing Wild (1971)
- Cannon Country - Ace That Is (1972)
- Baby, Don't Get Hooked on Me (1973)
- Country Comfort (1973)
- That Music City Feeling (1974)
- Super Sax Country Style (1975)
- Peace in the Valley (1976)
- After Hours with Ace Cannon (1977)
- Sax Man (1978)
- Volume 1 (1982)
- Volume 2 (1982)
- Holiday with Ace (1983)

- Memphis Golden Hits (1983)
- Ace in the Hole (1984)
- Golden Memories (1986)
- Help Me Make It through the Night (1987)
- Sweet Dreams (1993)
- Music for Lovers (1994)
- The Entertainer (1994)
- Rockin' Robin (1995)
- Ace Cannon Plays Gold Favorites (1995)
- For the Good Times (1995, met Hal Hirt)
- Hank Williams Songbook (1996)
- Blues Sax for the Millennium (1999)
- The Cannon Explosion (2000)
- Back to the Beginning (2002)